# 稲葉光
稲葉 光（いなば ひかる、1990年10月17日 - ）は、日本の歌手、俳優、元ジャニーズJr.である。愛称は、いなぴ。
茨城県牛久市出身。

## 略歴
2002年4月からジャニーズ事務所に所属。MADEのメンバーとして活動する。2020年1月にグループ解散後はソロタレントとして活動していたが、2021年1月に事務所を退所する。
その後はフリーの歌手、俳優として活動する。

## 出演
- 真・三國無双 ～赤壁の戦い IF～（2020年8月20日 - 24日、日本青年館ホール） - 孫権 役[8]
- LEGENDSTAGE feat. HOTCHKISS『Nightmare Hospital〜七つの罪に花束を〜』（2020年12月2日 - 6日、草月ホール） - 魔界の王 役[9]
- ドラマローグ「野暮兄弟と小狐ちゃん」（2021年1月14日 - 17日、紀伊國屋サザンシアター TAKASHIMAYA）- 主演・徹 役（冨岡健翔・福士申樹・野澤祐樹と4人で主演） [10]
- 稲葉光 1stトークイベント（2021年07月11日、the SOHO 特設スペース）[1]
- 絶対青春合唱コメディ『SING!!!』-空の青と海の青と僕らの学校-（2021年9月29日 - 10月3日、新国立劇場小劇場）[7][11]
  - 絶対青春合唱コメディ『SING!!!』-空の青と海の青と僕らの学校-（2022年1月14日 - 15日、北九州ソレイユホール） - 千本桜尊 役[12]
- ゆがんだめんめん（2021年11月24日 - 28日、六行会ホール）[13]
- 無人島に生きる十六人（2022年4月15日 - 24日、こくみん共済 coop ホール／スペース・ゼロ）[14]
- ミュージカル『モンブラン〜黄昏のROUTE69〜』（2022年7月8日 - 10日、CBGKシブゲキ!!）[15]
- eeo Stage comedy コントライブ『区立すーぱーうるとらスゲェふぁいやーこんと小学校 ざ・ふぁいなる』（2022年8月31日 - 9月4日、スクエア荏原ひらつかホール）[16]
- DREAM ORBITAL TROOP Vol.1『Heartless/死人に心なし』（2023年3月22日 - 26日、シアター・アルファ東京） - ダブル主演  [17]
- 萬腹企画 16杯目『MAGIAGIA −マギアギア−』（2023年4月27日 - 30日、あうるすぽっと） - 勇者アグリ 役[18]
- ±0第六回本公演『今宵、海に桜が散って』（2023年5月24日 - 28日、テアトルBONBON）[19]
- SPIRAL CHARIOTS 第32回&20周年記念公演『HATTORI半蔵‐零‐』（2023年9月27日 - 10月1日、シアターサンモール）[20]
- 萬腹企画 冬の特別公演『NIKORA-ニコラ-』（2023年12月20日 - 24日、テアトルBONBON） - 土井幸太 役[21]
- NEW YEAR BRIDGE LIVE featuring MNOP Fes. （2023年12月31日 - 2024年1月1日、I’M A SHOW）[22]
- dopeⒶdope step.9『バンピーラダーズ BUMPY LADDERS』（2024年2月28日 - 3月3日、サンモールスタジオ）[23]
- 『魅せマダ～ACTOR～』（2024年6月30日、コフレリオ新宿シアター）[24]

- イケメン戦国THE STAGE〜FINAL〜（2024年8月8日 - 12日、シアター1010） - 豊臣秀吉 役[25]

- 舞台「のうぜい合戦」（2024年11月21日 - 26日、ラゾーナ川崎プラザソル）*神奈川公演のみの出演 [26]